# Менчикуры
Менчику́ры (укр. Менчикури) — село,
Менчикуровский сельский совет,
Весёловский район,
Запорожская область,
Украина.
Код КОАТУУ — 2321284001. Население по переписи 2001 года составляло 1527 человек.
Является административным центром Менчикуровского сельского совета, в который, кроме того, входит село
Пискошино.

## Географическое положение
Село Менчикуры находится на расстоянии в 1,5 км от села Ясная Поляна и в 5-и км от села Чкалово.
Через село проходит автомобильная дорога Т-0805.

## История
- 1827 год — дата основания переселенцами из Верхней Белозерки[2] Мелитопольского уезда.

## Экономика
- «Энтузиаст», ООО.
- «Шевченко», КСП

## Объекты социальной сферы
- Школа.
- 2 детских сада.
- Клуб.
- Дом культуры.
- Фельдшерско-акушерский пункт.

## Достопримечательности
- В окрестностях села раскопан курган Довга могила, обнаружены 33 погребения эпохи бронзы (II тысячелетие до н. э.).
- Братская могила советских воинов.